# Jubera (La Rioja)
Jubera es una localidad de la comunidad autónoma de La Rioja, perteneciente al municipio de Santa Engracia del Jubera. Según el INE, Jubera tenía 77 habitantes en 2022.
La villa de Jubera se encuentra enclavada en el valle homónimo, si cabe el más agreste de los que podemos encontrar en la región. El caserío se ubica en un cerro al margen derecha del río Jubera, coronado por un castillo roquero. El origen de la villa parece remontarse a tiempos prerromanos,
como denota la posible etimología vascuence de su nombre (ur bero “aguas calientes”) y distintos restos de lo que podrían ser asentamientos celtíberos en la zona. La presencia romana queda patente en los yacimientos de extracción de ruedas de molino y en restos de calzadas que se remontan a esta época. Los árabes también marcaron su paso por la población con la construcción del castillo, el que sería un importante punto estratégico en la línea defensiva formada junto a las fortalezas de Ocón, Clavijo y Ausejo, así como durante la primera guerra carlista, fecha de su última remodelación. Encabezando la comarca durante muchos siglos, su última etapa de esplendor la vivió a mediados del siglo pasado con la explotación de unas minas de plomo cuyo cierre inició una fuerte tendencia de despoblamiento que persiste en la actualidad.

## Demografía
Jubera (La Rioja) contaba a 1 de enero de 2022 con una población de 77 habitantes, 43 hombres y 34 mujeres.
| Gráfica de evolución demográfica de Jubera (La Rioja) entre 2000 y 2022                          |
|                                                                                                  |
| Población de derecho (2000-2022) según los censos de población del INE a 1 de enero de cada año. |

## Villa Vieja y el posible origen celtíbero de Jubera
Algunos autores consideran que la colonización del valle del Jubera se produjo durante la primera Edad del Hierro. En la segunda Edad del Hierro, el emplazamiento de mayor importancia en la zona sería el castro de Los corrales de Castrejón, a pocos kilómetros de Jubera. Durante la romanización, la cuenca baja del río Jubera sería sometida a un fuerte proceso de colonización, como atestiguan muchos de los restos encontrados, pero a medida que las incursiones visigodas aumentaron, los habitantes migraron hacia la sierra en busca de seguridad. Este río migratorio benefició el crecimiento de Los castillares de Villa Vieja, un emplazamiento localizado junto a la ermita de Santiago, en el que intuimos una fortaleza central rodeada del caserío, y cercano a las minas de plomo y plata de Jubera. Esta población se convertiría en la principal del valle (siglo VI), hasta que el imparable crecimiento de Jubera le arrancara sus habitantes y la condenara a la desaparición. Es por eso que podemos considerar este emplazamiento como la primitiva villa de Jubera. Cerca de este lugar encontramos restos de una ermita de origen visigodo, la Ermita de los moros.

## Los columbarios
A lo largo de la cuenca del río Jubera podemos encontrar cuevas artificiales que popularmente son conocidas como “gallineros”, en cuyas paredes aparecen excavados gran cantidad de alvéolos. Las investigaciones señalan un posible origen religioso de las mismas, ejerciendo durante muchos
siglos la función de eremitorios o monasterios rupestres. Su datación podría remontarse incluso a la época visigoda (siglo V), cuando a consecuencia de las constantes invasiones de las ciudades romanas de Vareia y Barbariana se produciría la migración de sus habitantes a la sierra y la cristianización del valle. En esta época era muy frecuente la cristianización realizada por los monjes eremitas, que posiblemente habitaran en estas cavidades. El pasado visigodo queda patente también en la toponimia de la zona (nombres de múltiples localidades y territorios del lugar hacen referencia al santoral visigodo). Actualmente la mayoría han desaparecido debido a los derrumbamientos de sus paredes.

## Las canteras del río Jubera
La fuerza hidráulica del río Jubera ha sido aprovechada hasta hace pocos años por multitud de molinos situados a lo largo de cauce. En la cuenca del río entre Robres del Castillo y Jubera podemos encontrar vestigios de lo que fue una explotación industrial de canteras de piedras de molino probablemente durante la época romana, diferenciando hasta veinte puntos diferentes de extracción. El proceso de extracción era el siguiente: se realizaban una serie de ranuras en las que se introducían cuñas y, mediante golpes, se separaban los bloques de piedra, que eran trabajados en la propia cantera.  

## El castillo

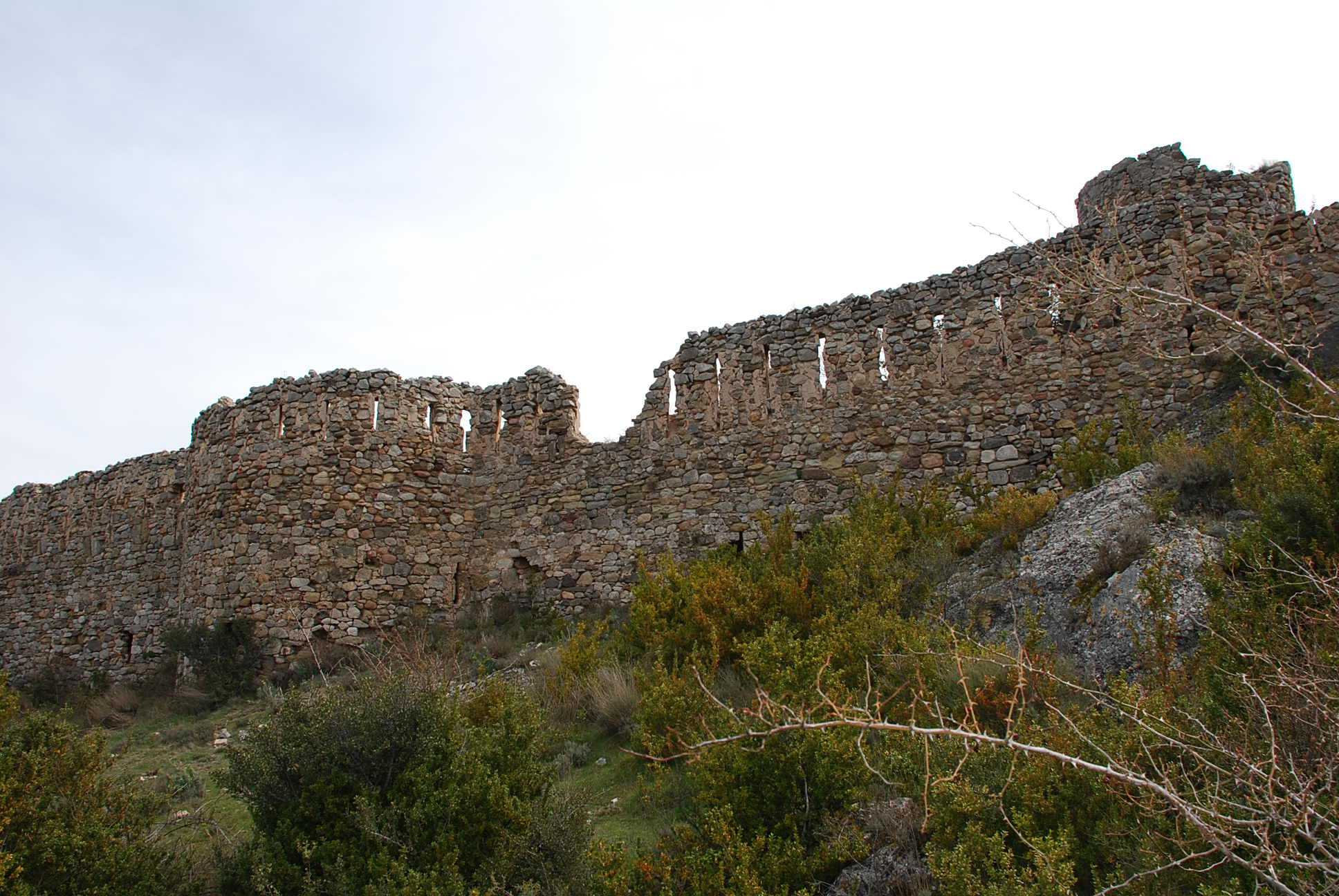
Castillo de Jubera.

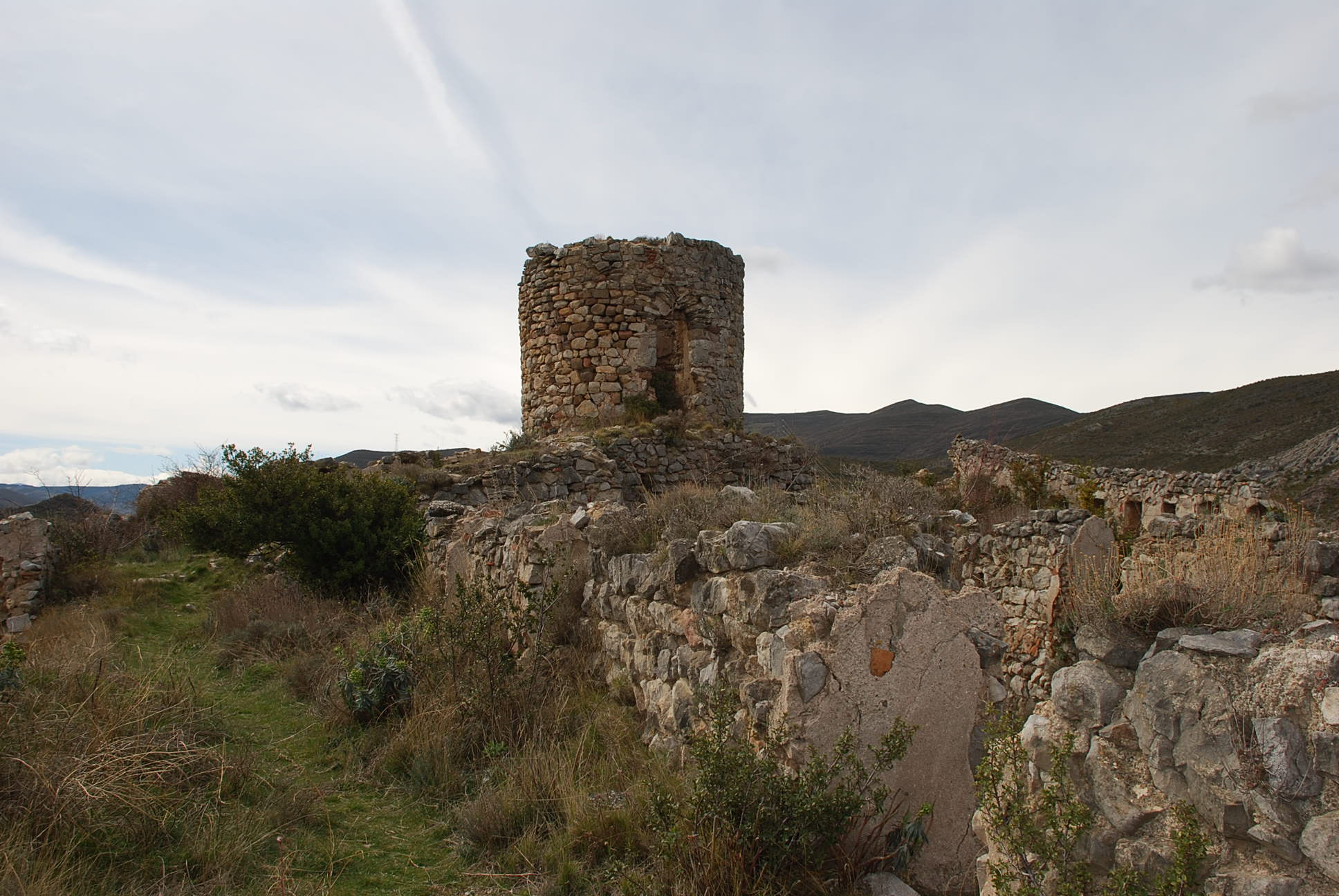
Castillo de Jubera.

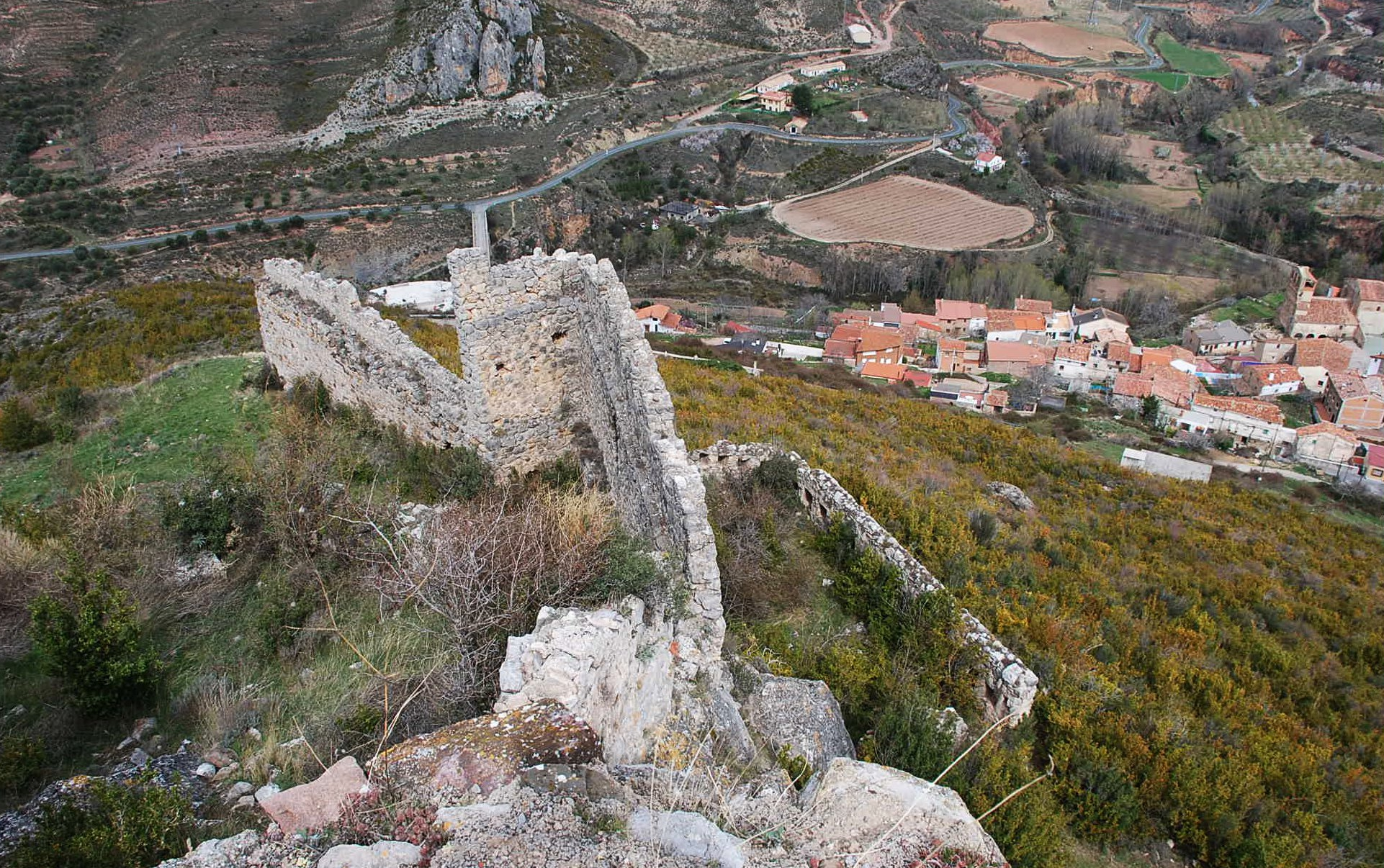
Castillo de Jubera.

Sus orígenes parecen ser musulmanes (siglos VIII-X), si bien han sido encontrados restos prerromanos en su interior y la mayor parte de su construcción es posterior (siglo XII). En el centro del complejo encontramos un edificio central rectangular, sin duda residencial, construido con motivo de la primera guerra carlista en 1833 con los materiales de la iglesia de Santa María, cuya pared este podemos observar todavía adosada al cementerio de la localidad. En ambas cabeceras norte y sur se levantan dos torres cilíndricas que permiten el control integral del valle. Este cuerpo central está protegido por una muralla de trazado recto, con adarve y aspilleras en la pared externa de un foso que bordea el recinto rectangular. La tercera muralla se comporta como una barbacana que refuerza la fortificación, y exterior a ella encontramos una cuarta, en cuya cara norte se localiza el acceso al castillo, un sistema de muros laberínticos que conforman una esclusa. En el lienzo que contiene el arco de entrada, doblado (inferior en mitra y superior de medio punto), y formado por dovelas de arenisca (frente a la caliza del resto de la construcción), podemos observar varias almenas en capirote. En el interior del cerro se localiza una cueva que contiene grafitis medievales, aunque el acceso a esta es imposible debido a los constantes derrumbamientos. El mayor indicio de su origen musulmán parece ser su “parecido” al castillo de Clavijo.
Los primeros documentos en los que aparece citado datan de los siglos X y XI. Reino de Navarra: Se conoce que fueron tenentes de Jubera Margo Asinari en 941 y Jimeno Fortuniones en 1056. En 1066 la reina Estefanía, esposa del rey García Sánchez III el de Nájera, dejó Jubera y sus aldeas en testamento a su hijo el infante don Fernando de Pamplona. En tiempos de Alfonso el Batallador (rey de Navarra y Aragón), en 1122, el tenente era Lope Garcés. Reino de León y Castilla: Siendo rey Alfonso VII de León, hijo de Enrique de Trastámara, aparece unida a los Cameros, siendo señor don Ximeno y luego su hijo Pedro Jiménez (1165-1175). En 1207 los castillos de Jubera, Clavijo y Ausejo son entregados por Alfonso VIII de Castilla a Sancho VI de Navarra como garantía de una tregua de cinco años. Fue ocupada por Diego Gómez Manrique, conde de Treviño y tío del famoso poeta Jorge Manrique, quien en 1380 la cedió a Diego Fernández de Lezana. En 1419, Juan II de Castilla donó la villa a don Álvaro de Luna y desde entonces será señorío de los Luna. Fueron alcaides Diego de Vergara y García de Badajoz (1451).

## Iglesia de San Nicolás de Bari
La iglesia de San Nicolás, construida en sillarejo y mampostería, tiene su origen en una edificación románica del siglo XIII, de la que actualmente solo se conservan los muros de la nave, la capilla del primer tramo (donde se aloja la pila bautismal) y la portada, cuyas cuatro arquivoltas apuntadas en forma de dientes de sierra parecen simbolizar la luz, el sol. Posteriormente, en el siglo XVI se añadió el resto del edificio, un crucero curiosamente de mayor anchura que la nave principal, cubierto con bóvedas nervadas. En el arte mueble del templo destacan tres esculturas góticas del siglo XIV: un crucifijo conocido como “El Abarrancador”, una imagen sedente de la Virgen del Prado con el Niño, una talla de Santiago peregrino y una imagen de San Juan Bautista hispanoflamenca del siglo XV. Podemos señalar también el retablo mayor dedicado a San Nicolás, barroco del siglo XVII y localizado en la cabecera del templo, y el retablo dedicado a Santiago, también barroco del siglo XVII.

## Ermita de Santiago y tradición jacobea

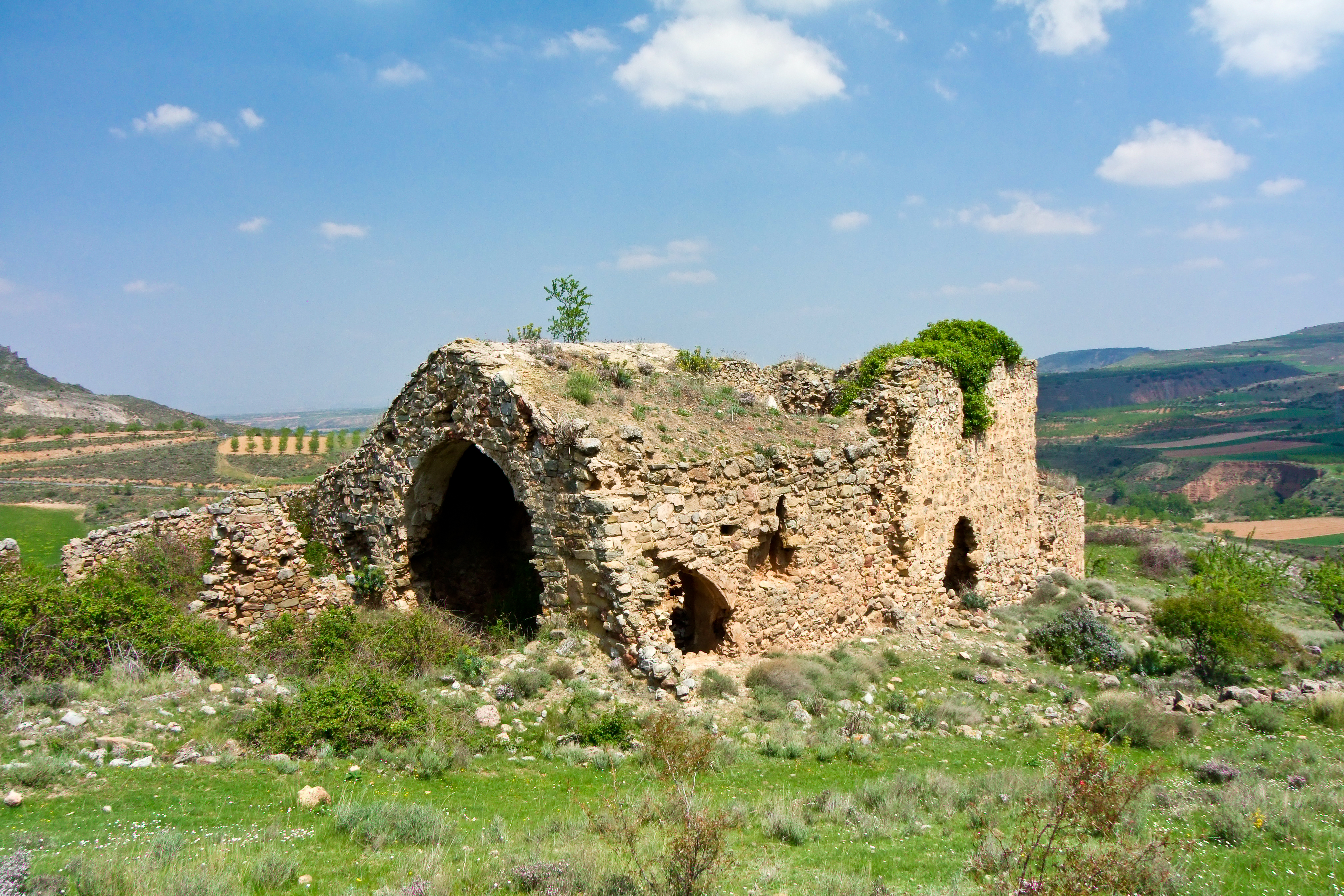
Ermita de Santiago.

La ermita de Santiago se ubica en el cabezo que hoy lleva su nombre. Construida en el siglo XIII, consta de tres tramos construidos en sillarejo y mampostería. Dos de ellos, marcados con arco fajón, pertenecen a la construcción original, mientras que la cabecera, posiblemente estrellada o de terceletes, se edificó a principios del siglo XVI. Además, adosados a los muros encontramos varias edificaciones que corresponderían a las sacristías y las dependencias del ermitaño o la cofradía.
Jubera no se encuentra en ninguna de las principales rutas de peregrinación a Santiago de Compostela, por lo que esta ermita constituiría la meta de los peregrinos que a ella acudían. Desde todos los rincones de España llegaban devotos y afligidos a suplicar al santo, como atestiguan varios documentos y la gran cantidad de enterramientos descubiertos en la zona. 
Según la tradición, cuando los combatientes musulmanes dieron por perdida la famosa batalla de Clavijo, huyeron hacia Jubera, siendo perseguidos y hostigados por los guerreros cristianos. Una vez aquí y dando por concluida la batalla, Santiago saltaría hacia la morada celestial a lomos de su corcel. A consecuencia de este hecho, varias formaciones geológicas de la zona adquirirían la forma de símbolos relacionados con el apóstol, como conchas de vieira. Una de las hipótesis sobre el origen de la Orden de Santiago es que fuera fundada en Jubera poco después de este episodio bélico. Además, según la leyenda, fue el propio Santiago quien cristianizó la región predicando desde Jubera, y en uno de sus momentos de mayor debilidad se le apareció la Virgen para infundirle ánimos, en el lugar en el que el mismo apóstol levantaría la ermita de la Virgen del Prado Jacobeo.

## Ermita de la Virgen del Prado Jacobeo

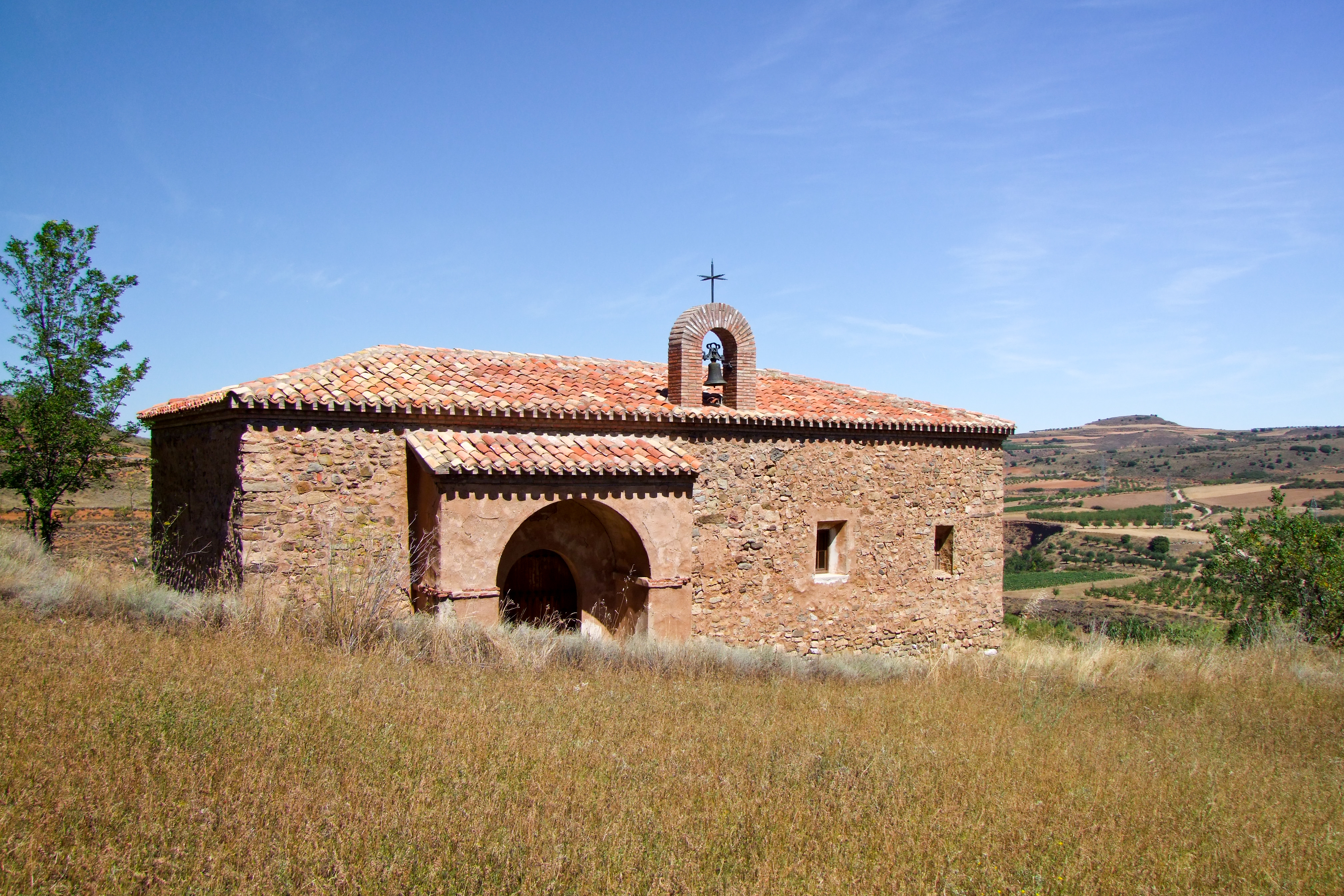
Ermita de la Virgen del Prado.

Edificio barroco del siglo XVIII. Construcción de mampostería de tres tramos y cabecera rectangular, cubierta con lunetas sobre arcos de medio punto y pilastras toscanas, con coro a los pies. Está construida sobre un edificio anterior, y la tradición la considera fundada por el propio apóstol Santiago. La imagen sedante de la titular se conserva en la Iglesia de San Nicolás de Bari, y es gótica del siglo XIV.

## Ermita de San Miguel Arcángel

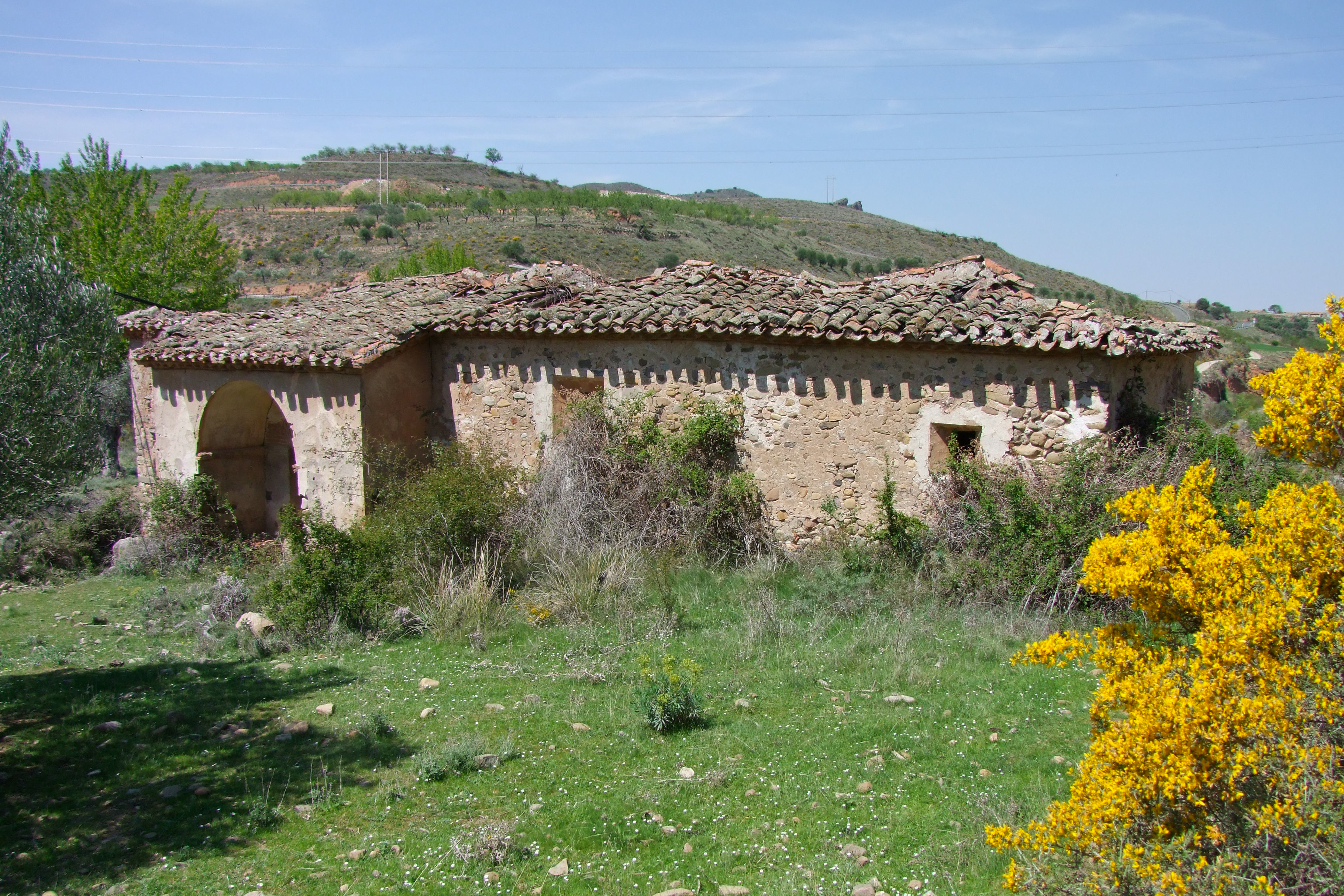
Ermita de San Miguel Arcángel.

Edificación barroca del siglo XVIII, se trata de una construcción en sillarejo y mampostería de tres tramos y cabecera rectangular. Al interior se encontraban la imagen barroca del titular y cinco pinturas renacentistas del XVI. La leyenda sitúa su construcción en torno a la batalla de Clavijo, y varios documentos testimonian la existencia de una importante cofradía de advocación al santo en la Baja Edad Media.

## Las minas de plomo
Lo más seguro es que la extracción de minerales en la zona se remonte a tiempos prerromanos, como podemos intuir en las diferentes marcas del terreno. La mayor empresa de explotación de estos yacimientos tuvo lugar en el siglo pasado, entre 1948 y 1956, y fue llevada a cabo por la Compañía Vasco Riojana.  A nivel demográfico, supuso un aumento exponencial de la población de la villa, que había comenzado a disminuir de manera preocupante en las últimas décadas. Los principales materiales obtenidos en ella durante estos años fueron plomo y cinc, así como pequeñas cantidades de plata. Actualmente han sido acondicionadas y constituyen una interesante visita en la que descubrir cómo funcionaba la industria minera española en los años cincuenta.

## Las yeseras
En la villa de Jubera también podemos encontrar restos de la industria de extracción de yeso. Así, localizados en la ladera norte del castillo observamos canteras de extracción del material y restos de los hornos utilizados para cocer el yeso antes de triturarlo. De hecho podemos encontrar un horno íntegro.

## Las pozas del río Jubera
Actualmente el mayor atractivo turístico de Jubera son las pozas que el río deja a su paso por la villa. Durante los meses de verano cientos de visitantes de toda la región acuden cada semana a pasar el día a la zona y disfrutar de un refrescante chapuzón.

## Fiestas
- 9 de mayo: San Gregorio.
- Día de la santísima trinidad: Procesión del Cristo Abarrancador
- 25 de julio: Fiestas de Jubera, tradicionalmente en honor a Santiago, pero que prácticamente han perdido hoy en día toda connotación religiosa.
- 14 de septiembre: Fiestas de La Cruz.
- 6 de diciembre: San Nicolás de Bari, patrón de la localidad.

## Asociaciones
- Asociación de Amigos de Jubera
- Asociación de la Tercera Edad de Jubera
- Asociación Juvenil Peña Blanca

## Maratón fotográfico "Villa de Jubera"
Este certamen tiene lugar en el mes de septiembre, y en él se dan cita los fotógrafos y aficionados de la región. 